# Jamie Drysdale
Jamie Drysdale (né le 8 avril 2002 à Toronto dans la province de l'Ontario au Canada) est un joueur canadien de hockey sur glace. Il évolue au poste de défenseur.

## Biographie
Il est choisi au premier tour, en sixième position par les Ducks d'Anaheim lors du repêchage d'entrée dans la LNH 2020. En 2021, il passe professionnel avec les Gulls de San Diego, club ferme des Ducks dans la LAH.
Le 18 mars 2021, il joue son premier match dans la Ligue nationale de hockey avec les Ducks d'Anaheim et marque son premier but et sa première assistance face aux Coyotes de l'Arizona.
Le 8 janvier 2024, Drysdale est échangé aux Flyers de Philadelphie avec un choix de deuxième tour en 2025 contre l'ailier gauche Cutter Gauthier. Il aura récolté 45 points dont 8 buts en  123 matchs avec les Ducks d'Anaheim.

## Statistiques

### En club
| Saison     | Équipe                 | Ligue      |     | Saison régulière | Saison régulière | Saison régulière | Saison régulière | Saison régulière |   | Séries éliminatoires | Séries éliminatoires | Séries éliminatoires | Séries éliminatoires | Séries éliminatoires |
| Saison     | Équipe                 | Ligue      | PJ  | B                | A                | Pts              | Pun              | PJ               | B | A                    | Pts                  | Pun                  |                      |                      |
| 2018-2019  | Otters d'Érié          | LHO        | 63  | 7                | 33               | 40               | 20               | -                | - | -                    | -                    | -                    |                      |                      |
| 2019-2020  | Otters d'Érié          | LHO        | 49  | 9                | 38               | 47               | 24               | -                | - | -                    | -                    | -                    |                      |                      |
| 2020-2021  | Gulls de San Diego     | LAH        | 14  | 4                | 6                | 10               | 6                | -                | - | -                    | -                    | -                    |                      |                      |
| 2020-2021  | Ducks d'Anaheim        | LNH        | 24  | 3                | 5                | 8                | 6                | -                | - | -                    | -                    | -                    |                      |                      |
| 2021-2022  | Ducks d'Anaheim        | LNH        | 81  | 4                | 28               | 32               | 16               | -                | - | -                    | -                    | -                    |                      |                      |
| 2022-2023  | Ducks d'Anaheim        | LNH        | 8   | 0                | 0                | 0                | 2                | -                | - | -                    | -                    | -                    |                      |                      |
| 2023-2024  | Ducks d'Anaheim        | LNH        | 10  | 1                | 4                | 5                | 4                | -                | - | -                    | -                    | -                    |                      |                      |
| 2023-2024  | Flyers de Philadelphie | LNH        | 24  | 2                | 3                | 5                | 4                | -                | - | -                    | -                    | -                    |                      |                      |
| Totaux LNH | Totaux LNH             | Totaux LNH | 147 | 10               | 40               | 50               | 32               | -                | - | -                    | -                    | -                    |                      |                      |

### En équipe nationale
| Année | Équipe     | Compétition                          |   | PJ | B | A | Pts | Pun               |  | Résultat |
| 2018  | Canada U17 | Défi mondial -17 ans                 | 5 | 0  | 4 | 4 | 2   | 5e place          |  |          |
| 2019  | Canada U18 | Championnat du monde moins de 18 ans | 7 | 0  | 2 | 2 | 0   | 4e place          |  |          |
| 2019  | Canada U18 | Mémorial Ivan Hlinka                 | 5 | 0  | 5 | 5 | 0   | Médaille d'argent |  |          |
| 2020  | Canada U20 | Championnat du monde junior          | 7 | 1  | 2 | 3 | 0   | Médaille d'or     |  |          |
| 2021  | Canada U20 | Championnat du monde junior          | 7 | 0  | 2 | 2 | 0   | Médaille d'argent |  |          |